# Elecciones en Corea del Sur

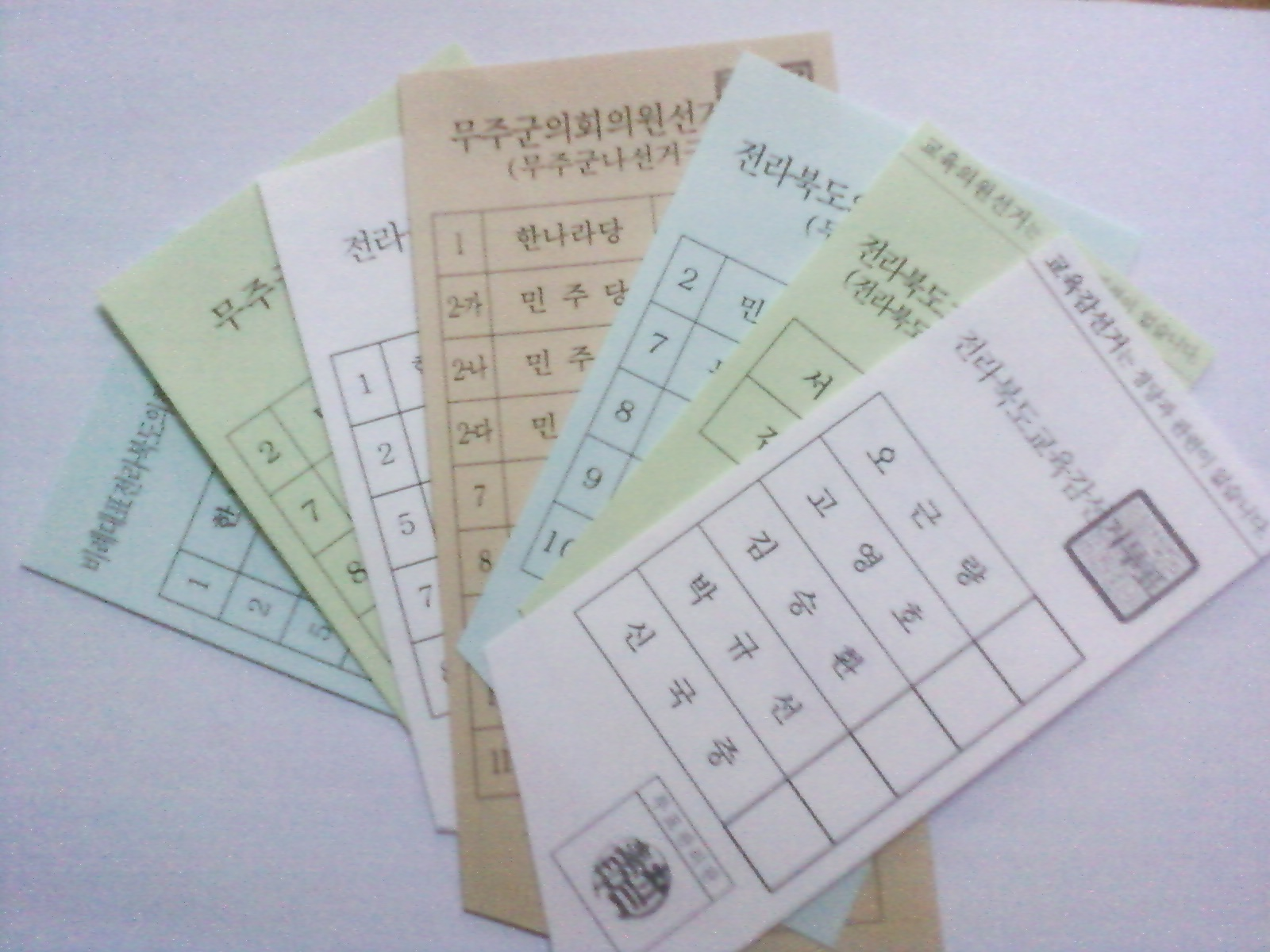
Boletas surcoreanas de 2010.

Las elecciones en Corea del Sur se celebran a nivel nacional para seleccionar al Presidente de la República de Corea y a la Asamblea Nacional. Las elecciones locales se realizan cada cuatro años para elegir gobernadores, alcaldes metropolitanos y municipales, y concejales.
El presidente es elegido por voto directo y universal para un período de cinco años, sin posibilidad de reelección. La Asamblea Nacional tiene 300 miembros electos por cuatro años, 253 mediante circunscripción electoral y 47 miembros por escrutinio proporcional.
Desde las elecciones presidenciales de 2017, Corea del Sur posee dos partidos políticos principales, el social liberal Partido Democrático y el conservador Partido Libertad. Asimismo, existen actualmente tres partidos menores importantes: el Partido del Pueblo, el Partido Bareun y el Partido de la Justicia.

## Tecnología electoral
Generalmente, los lugares asignados para votar son las escuelas. Durante el período de votación anticipada, los electores pueden votar en cualquier lugar del país. Sin embargo, el día de la elección, los votantes solo pueden sufragar en el lugar en donde están registrados. Para votar, se debe marcar la boleta electoral con un sello con tinta roja. Hay una elección por boleta; si hay más de un cargo público a elegir ese día, las boletas poseen distintos colores y se les entrega a los votantes una boleta por elección.
Finalizadas las votaciones, las ánforas son selladas y transportadas al centro de conteo de la circunscripción. Tradicionalmente, las boletas eran contadas a mano, pero desde 2012, se viene utilizando lectores ópticos.